# راي ويلسون (متسابق دراجات نارية)
راي ويلسون (بالإنجليزية: Ray Wilson)‏ هو متسابق دراجات نارية بريطاني، ولد في 12 مارس 1947 في Merton, London (parish) ‏ في المملكة المتحدة.